# Tajemství jezera Caddo
Tajemství jezera Caddo (v anglickém originále Caddo Lake, dříve ohlášený jako The Vanishings At Caddo Lake) je americký filmový thriller z roku 2024, jehož scénář napsali a film režírovali Celine Held a Logan George. Produkoval ho americký režisér M. Night Shyamalan. Uveden byl na streamovací službě Max 10. října 2024.

## Děj
Příběh se odehrává kolem jezera Caddo Lake na hranici amerických států Texas a Louisiana. Paris je součástí autonehody, při které mu zemře matka. Snaží se odhalit, jaká byla příčina jejího záchvatu, který dostala těsně před autonehodou. Následně se v místních vodách ztratí malá Anna, nevlastní sestra dospívající Ellie. Celé okolí se ji vydává hledat. V těchto vodách pátrá po svých odpovědích i Paris. V mokřadu lidé dokáží cestovat časem. To pomůže přepsat budoucnost a zjistit odpovědi na nezodpovězené otázky.

## Obsazení
- Dylan O'Brien jako Paris
- Eliza Scanlen jako Ellie
- Caroline Falk jako Anna
- Lauren Ambrose jako Celeste
- Eric Lange jako Daniel
- Sam Hennings jako Ben
- Diana Hopper jako Cee

## Produkce
Natáčení snímku probíhalo koncem roku 2021 a v roce 2022.
České znění filmu pro HBO vyrobila Tvůrčí skupina Markéty Kratochvílové, Studio Budíkov. Dylana O'Briena v roli Parise namluvil Radek Škvor a Elizu Scanlen v roli Ellie Nikola Heinzlová.

## Uvedení a přijetí
Film byl premiérově uveden na streamovací službě Max 10. října 2024. První kritické ohlasy byly smíšené, na recenzním agregátoru Rotten Tomatoes snímek získal zprvu na základě 12 hodnocení s průměrným skóre 6,2/10 celkem 75 % kladných recenzí.